# Université Clermont-Auvergne
L'université Clermont-Auvergne (UCA) est une université française située à Clermont-Ferrand, en Auvergne (région Auvergne-Rhône-Alpes). Elle est fondée en 2017 par la fusion des universités d'Auvergne (Clermont-I) et Blaise-Pascal (Clermont-II), elles-mêmes issues en 1976 de l'université de Clermont remontant au XIXe siècle. Elle obtient le « Label I-Site » en 2017 et devient un établissement public expérimental (EPE) en 2021.
Elle dispose de plusieurs campus à Clermont-Ferrand et en Auvergne. À proximité du centre-ville de Clermont, on trouve le site Carnot à l'est et le site Gergovia au sud. Le campus des Cézeaux se trouve plus au sud sur la commune voisine d'Aubière. L'IUT est présent à Aurillac, Clermont-Ferrand, Montluçon, Moulins, Le Puy et Vichy. Enfin l'INSPÉ est à Chamalières, Moulins, Le Puy et Aurillac.
Au total, elle forme 37 000 étudiants dont 1 040 doctorants et 4 500 étudiants étrangers.

## Historique

### Création de l'UCA
Clermont-Ferrand ne comptait qu'une unique université au XIXe siècle. En 1976, du fait de divergences politiques consécutives à la loi Faure de 1969, l'université fut scindée en deux. L'université Clermont I (plus tard baptisée université d'Auvergne) et l'université Clermont II (Blaise-Pascal) furent créées par décret du 16 mars 1976, chaque université se répartissant les disciplines. Les deux universités vécurent séparées.
Des réflexions quant à une éventuelle fusion apparurent dès 2012 ainsi qu'à la suite du vote de la loi du 23 juillet 2013 sur l’enseignement supérieur et la recherche. Elle fut officiellement annoncée le 23 septembre 2013 par les présidents des deux universités.
Le nom de la future université fut dévoilé en janvier 2015 tandis que son organisation fut présentée en juin de la même année. La fusion fut officialisée par décret du 13 septembre 2016,. L'université a obtenu la marque d'excellence « Label I-Site » en 2017.

### Changement de statut
Au 1er janvier 2021, l’université Clermont-Auvergne devient un établissement public expérimental, et intègre l’Institut national polytechnique Clermont Auvergne en tant qu’établissement-composante (fusion de l’École d'ingénieurs SIGMA Clermont, et les activités de formation et de recherche des écoles internes Polytech Clermont-Ferrand et Institut d'informatique d'Auvergne).

### Présidences
| Identité          | Période | Période |
| Identité          | Début   | Fin     |
| ----------------- | ------- | ------- |
| Claude Jameux (d) | 2016    | 2017    |
| Mathias Bernard   | 2017    |         |

## Structure

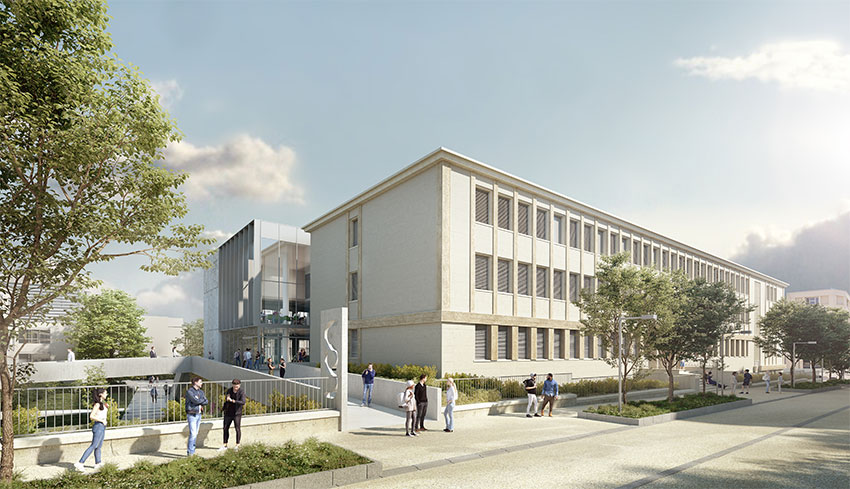
Vue de la future bibliothèque universitaire.

Six grands instituts divisent les disciplines au sein de l'université. Elles sont elles-mêmes divisées en composantes que sont les unités de formation et de recherche (UFR), les écoles et les instituts (au sens du Code de l'éducation).

### Instituts
Auparavant divisée en collegiums, depuis la création de l'EPE UCA le 1er janvier 2021, l'université est divisée en six instituts :
- IDEM (Institut de droit, économie et management) ;
- LLSHS (Lettres, langues, sciences humaines et sociales) ;
- SVSAE (Sciences de la Vie, santé, agronomie et environnement) ;
- IdS (Institut des sciences) ;
- IUT (Institut universitaire de technologie) ;
- Institut Clermont-Auvergne INP.

Elles ont pour but de coordonner et de mutualiser les moyens à disposition de chaque composantes de l'institut.

### Unités de formation et de recherche, écoles et instituts

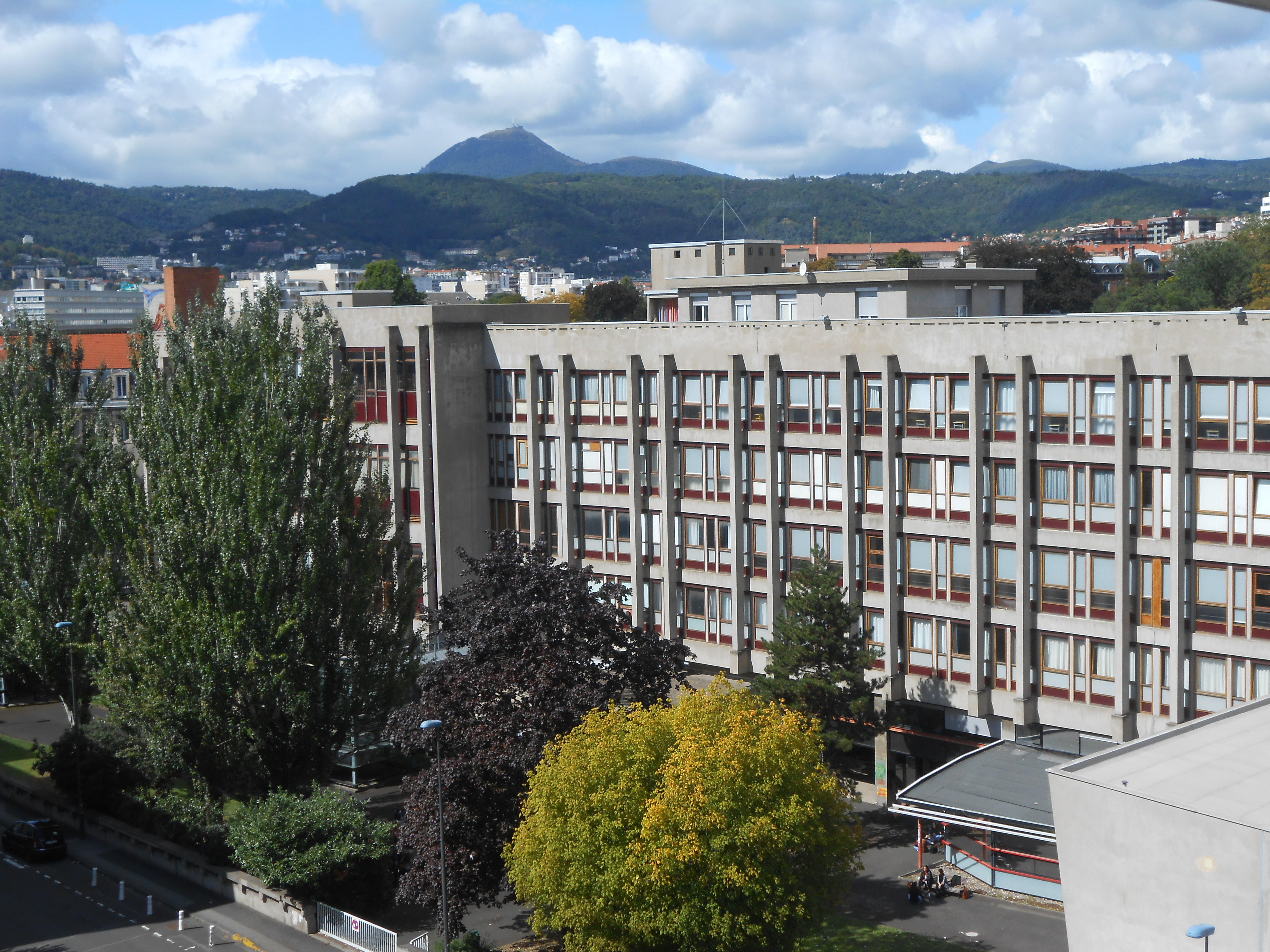
Site Gergovia - Lettres, culture et sciences humaines.

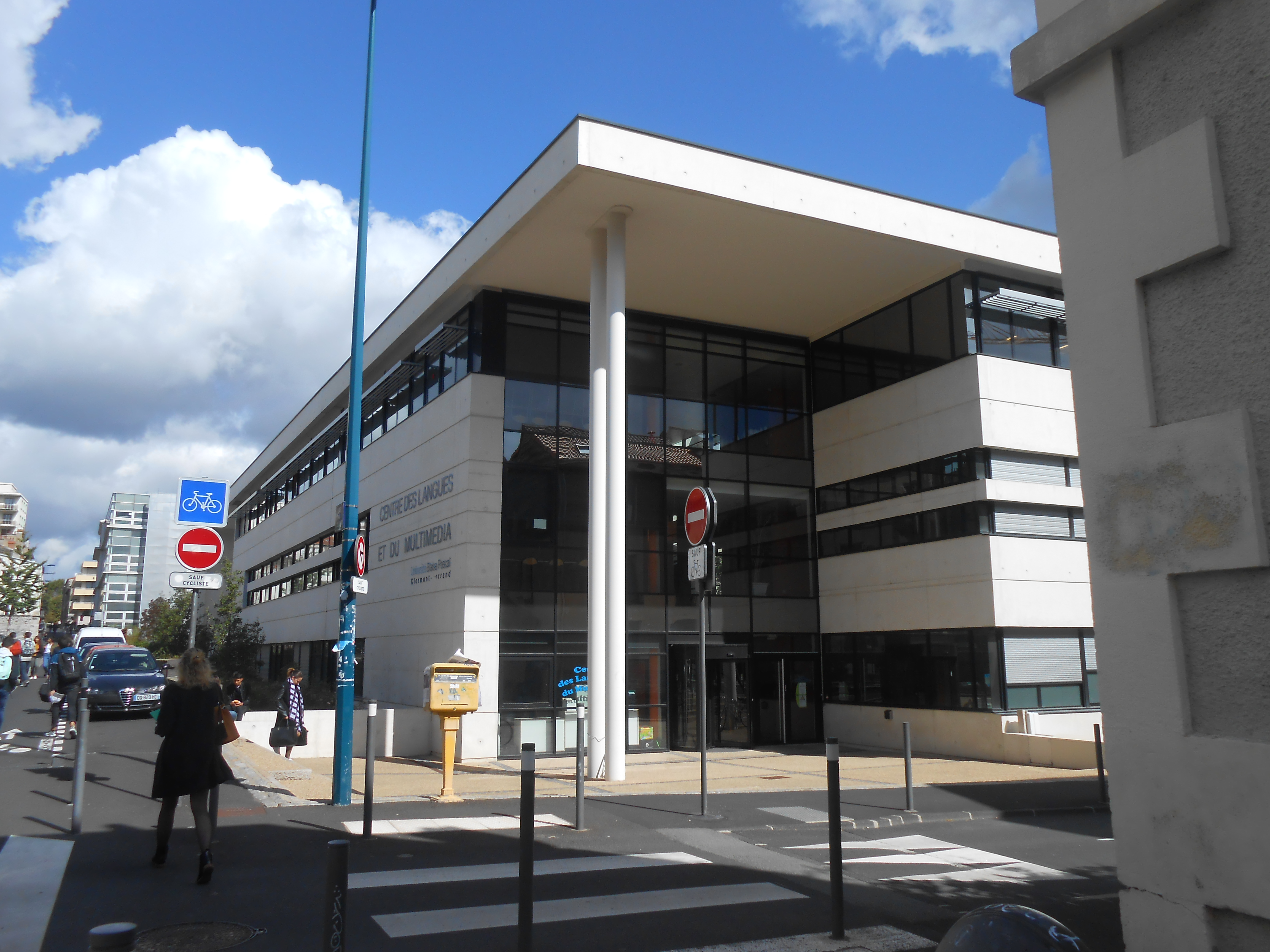
Campus universitaire Carnot, Lansad.

- IDEM Institut droit, économie, gestion
  - École d'économie
  - École universitaire de management - IAE Auvergne
  - École de droit
  - École doctorale
- Institut LLSHS lettres, langues, sciences humaines et sociales
  - UFR lettres, culture, sciences humaines
  - UFR langues, cultures et communication
  - UFR psychologie, sciences sociales, sciences de l’éducation
  - UFR sciences et techniques des activités physiques et sportives
  - Institut national supérieur du professorat et de l'éducation (INSPE)
  - École doctorale Lettres Sciences Humaines & Sociales
  - Maison des Sciences de l'Homme

- Institut SVSAE sciences de la vie, santé, agronomie, environnement
  - UFR biologie
  - UFR de médecine et professions paramédicales
  - UFR d'odontologie
  - UFR de pharmacie
  - École doctorale des sciences de la vie, santé, agronomie, environnement

- Institut des sciences
  - École universitaire de physique et d’ingénierie
  - UFR de chimie
  - UFR de mathématiques
  - Observatoire de physique du globe de Clermont-Ferrand
- Institut universitaire de technologie Clermont Auvergne (IUT de Clermont-Ferrand et IUT d'Allier)
- Institut Clermont-Auvergne INP
  - Institut d’informatique
  - Polytech Clermont-Ferrand
  - SIGMA Clermont

### Campus
| \| Moulins Montluçon Vichy Clermont-Ferrand Chamalières Aubière Le Puy-en-Velay Aurillac \| Localisation des campus de l'université Clermont-Auvergne. |
| Moulins Montluçon Vichy Clermont-Ferrand Chamalières Aubière Le Puy-en-Velay Aurillac                                                                  |

L'université dispose de plusieurs campus à Clermont-Ferrand et sur tout le territoire de l'Auvergne.

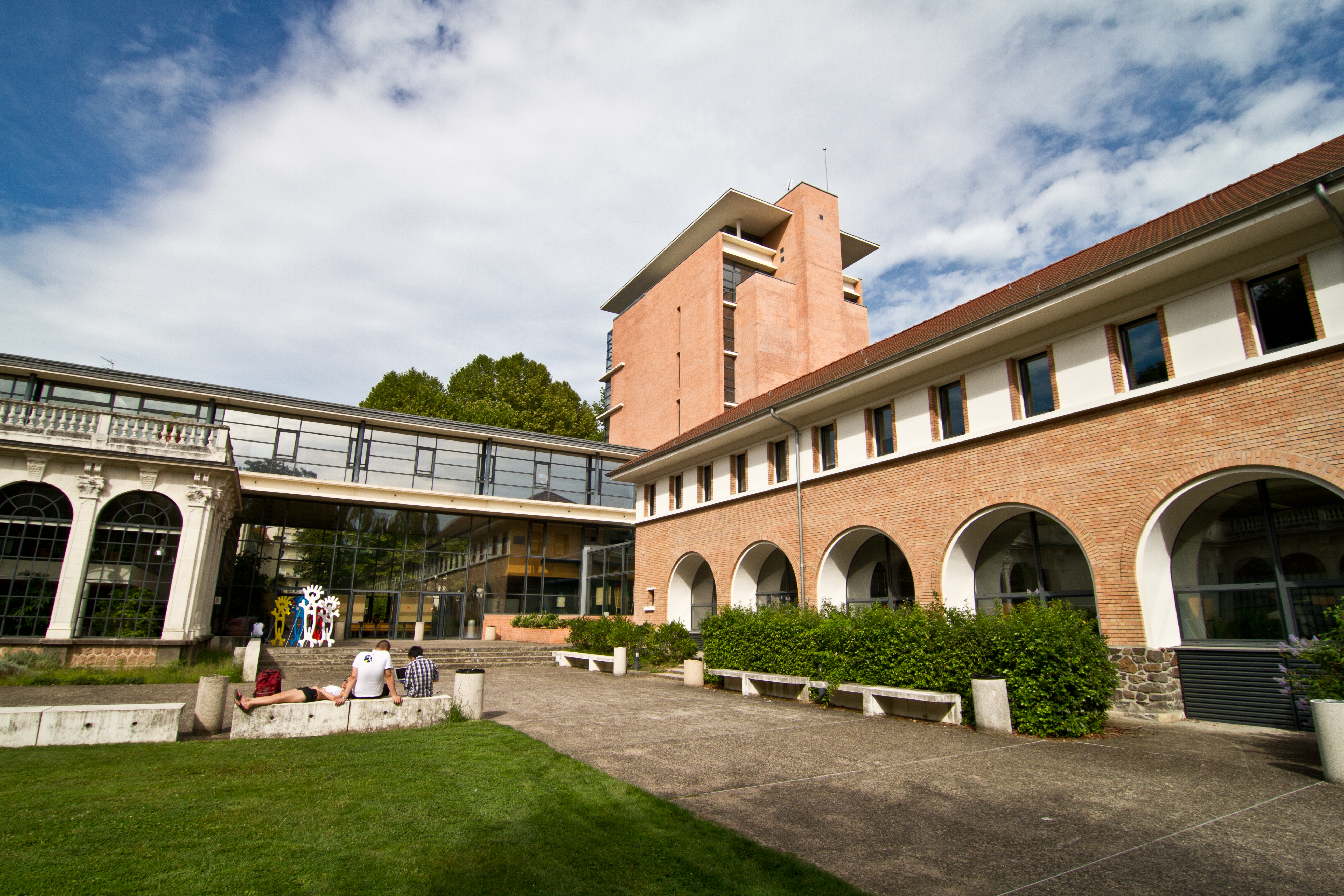
Pôle universitaire de Vichy

À proximité du centre-ville de Clermont, on trouve le site Carnot à l'Est et le site Gergovia au Sud. Le campus des Cézeaux se trouve plus au sud sur la commune voisine d'Aubière.
L'Institut universitaire de technologie Clermont-Auvergne est présent à Aurillac, Clermont-Ferrand, Montluçon, Moulins, Le Puy et Vichy.
L'institut national supérieur du professorat et de l'éducation est à Chamalières, Moulins, Le Puy et Aurillac.

#### Campus des Cézeaux
Le campus abrite les composantes de l'université liées aux « sciences dures » (UFR en sciences et technologies), des écoles d'ingénieurs (SIGMA Clermont, ISIMA Clermont-Ferrand et Polytech Clermont-Ferrand), ainsi que de nombreux laboratoires de recherche.
On y retrouve aussi l'IUT de Clermont-Ferrand, composé de différents pôles technologiques : informatique, réseaux et télécommunications, biologie, génie industriel, maintenance et mesures physiques ainsi que le siège de l'IUT.

## Enseignement et recherche

### Formation

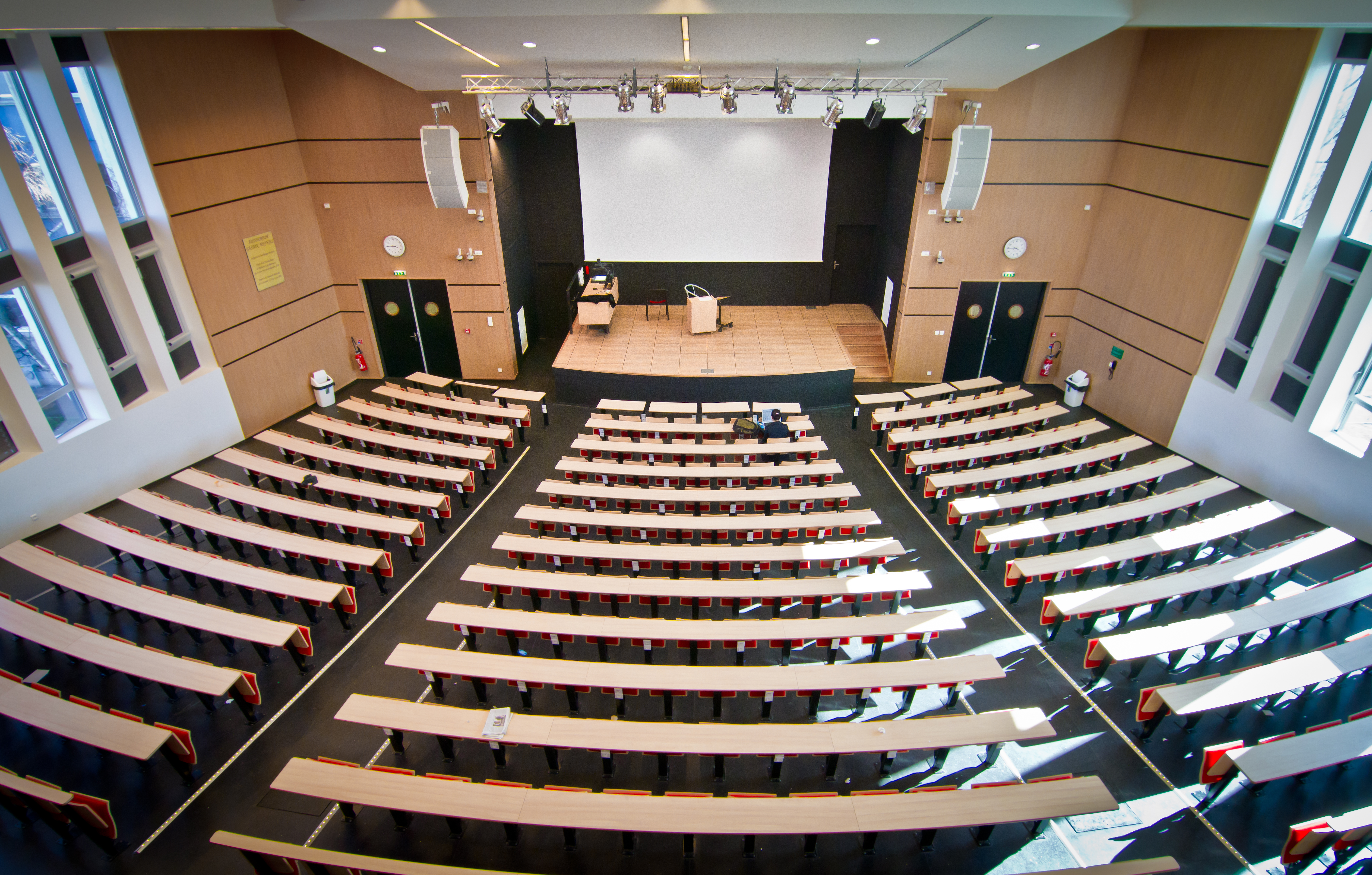
Auditorium Gaston Meyniel des facultés de médecine et de pharmacie

À partir de l'année universitaire 2017-2018, l'UCA propose plus de 170 formations dans l'ensemble des grands domaines disciplinaires:
- 27 licences générales
- 50 licences professionnelles
- 20 bachelors universitaires de technologie (BUT)[15]
- 54 masters
- 7 diplômes d'ingénieurs
- 4 filières de santé (médecine, pharmacie, odontologie, maïeutique)
- 3 formations paramédicales
- ainsi que des diplômes d'établissements et des formations préparatoires.

### Écoles doctorales
Près d'un millier d'étudiants sont inscrits dans l'une des 5 écoles doctorales de l'UCA :
- École doctorale lettres, sciences humaines et sociales
- École doctorale des sciences de la vie, santé, agronomie, environnement
- École doctorale sciences économiques, juridiques, politiques et de gestion
- École doctorale des sciences fondamentales
- École doctorale des sciences pour l'ingénieur

### Activités de recherche
L'Université Clermont-Auvergne compte 37 unités de recherche (dont les deux tiers sont des unités mixtes, en cotutelle avec des organismes de recherche : CNRS, INRAE (fusion de l'INRA et de l'IRSTEA), INSERM), des structures fédératives de recherche (notamment une Maison des sciences de l'homme) et différentes plateformes.
Elle compte également 3 « laboratoires d'excellence » (LABEX), labellisés dans le cadre du programme Investissement d'avenir :
- ClerVolc (Centre clermontois de recherche sur le volcanisme)
- IDGM+ (Initiative pour le développement et la gouvernance mondiale)
- IMobS3 (Innovative mobility : smart and sustainable solutions)

## Patrimoine scientifique et collections universitaires

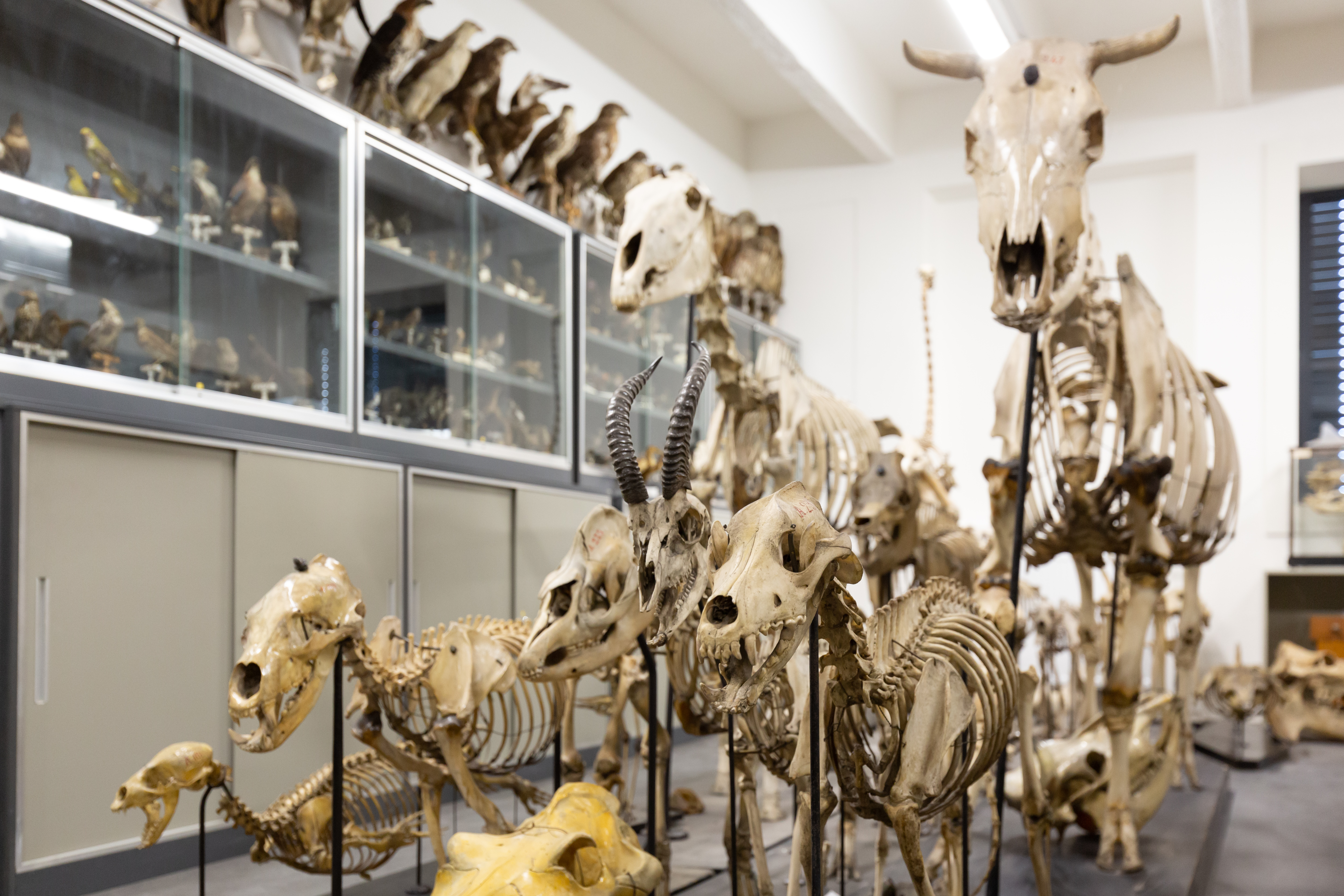
Musée de zoologie de l'Université.

L'université dispose d’équipements et d'un patrimoine scientifique à travers :
- la collection de géologie
- les herbiers universitaires
- le musée de zoologie
- le verger conservatoire des Cézeaux
- la collection d'instruments scientifiques (Projet PATSTEC)
- les collections de la Bibliothèque universitaire

## Vie étudiante

### Représentation et associations étudiantes
En ce qui concerne la représentation étudiante, plusieurs associations sont représentatives au sein des conseils centraux de l'université Clermont-Auvergne : la Fédération des étudiants d'Auvergne (FedEA), adhérente à la FAGE, en est la structure majoritaire, et coexiste avec des syndicats, comme l'Union Étudiante, ou anciennement l'UNI. D'autres syndicats étudiants émergent sans obtenir pour le moment d'élus : La Cocarde étudiante et Solidaires étudiant-e-s. Le vice-président étudiant de l'université est Mathis Napierala (d) (FAGE) (2021-2024) et le vice-président vie universitaire et conditions de travail est Blaise Pichon. 
Il existe également dans la plupart des composantes de l'UCA un BDE (Bureau des étudiants), représentant une ou plusieurs filières à l'instar du BDE Bio’Hazard, du BICA (IAE), du BDE ADESS Clermont (droit, économie, gestion, AES), du BDE géologie, du BDE GEA (IUT gestion des entreprises et des administrations), du BDE [al]chimie, du BDE des Arvernes (Histoire), du BDE Infocom, du BDE Ardus (Arts du spéctacle), ou encore du BDE Ateneo (Espagnol).

### Évolution démographique
| 2016   | 2017   | 2018   | 2019   | 2020   | 2021   | 2022   | 2023   |
| ------ | ------ | ------ | ------ | ------ | ------ | ------ | ------ |
| 31 279 | 32 372 | 33 055 | 34 295 | 32 402 | 32 574 | 30 938 | 31 509 |

## Personnalités liées à l'UCA
Cette section concerne les personnalités liées à l'université Clermont-Auvergne, donc depuis 2017. Voir aussi les personnalités liées aux universités de Clermont-Ferrand, Blaise-Pascal et d'Auvergne.
Enseignants :
- Marie-Françoise André, géographe.
- Nicolas Beaupré, historien.
- Mathias Bernard, historien, ancien président de l'université Blaise-Pascal, président de l'université unifiée.
- Colette Bodelot, latiniste.
- Jean-Claude Caron, historien.
- Frédéric Charillon, politologue.
- Régis Gayraud, slaviste, rattaché au CELIS.
- Roland Goigoux, spécialiste de l'enseignement de la lecture.
- Éric Lysøe, spécialiste de littérature comparée.
- Olivier Merle, géologue.
- Blaise Pichon, spécialiste d'histoire romaine.
- Frédéric Trément, spécialiste d'Antiquités nationales, archéologie et histoire de la Gaule romaine.

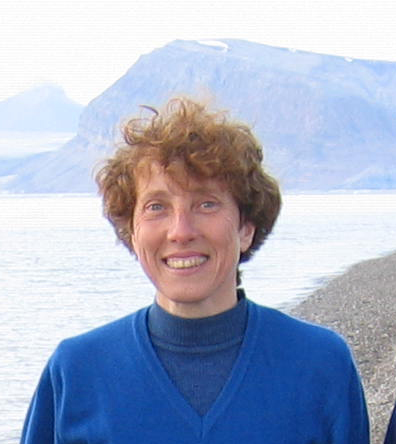
Marie-Françoise André.
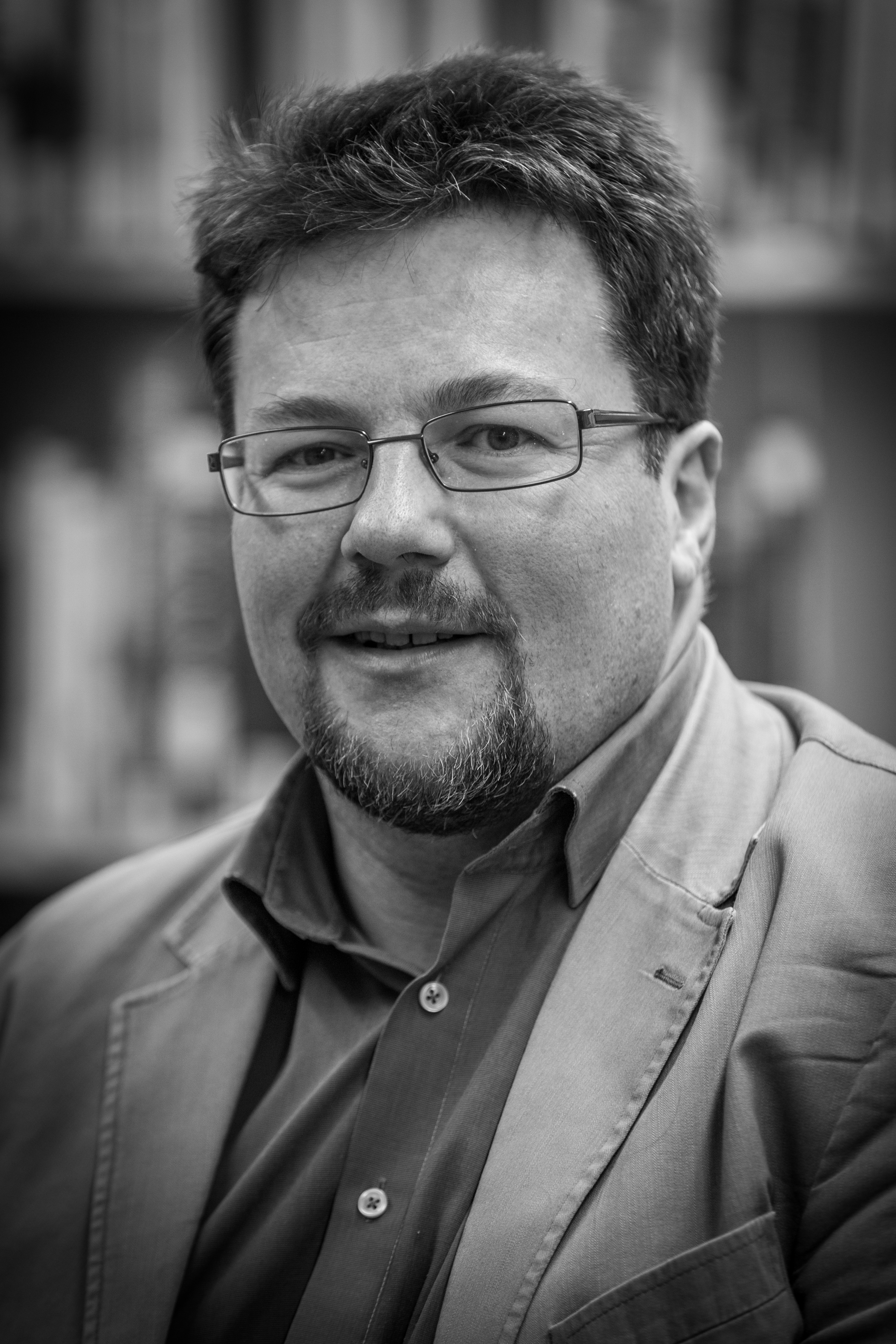
Nicolas Beaupré.
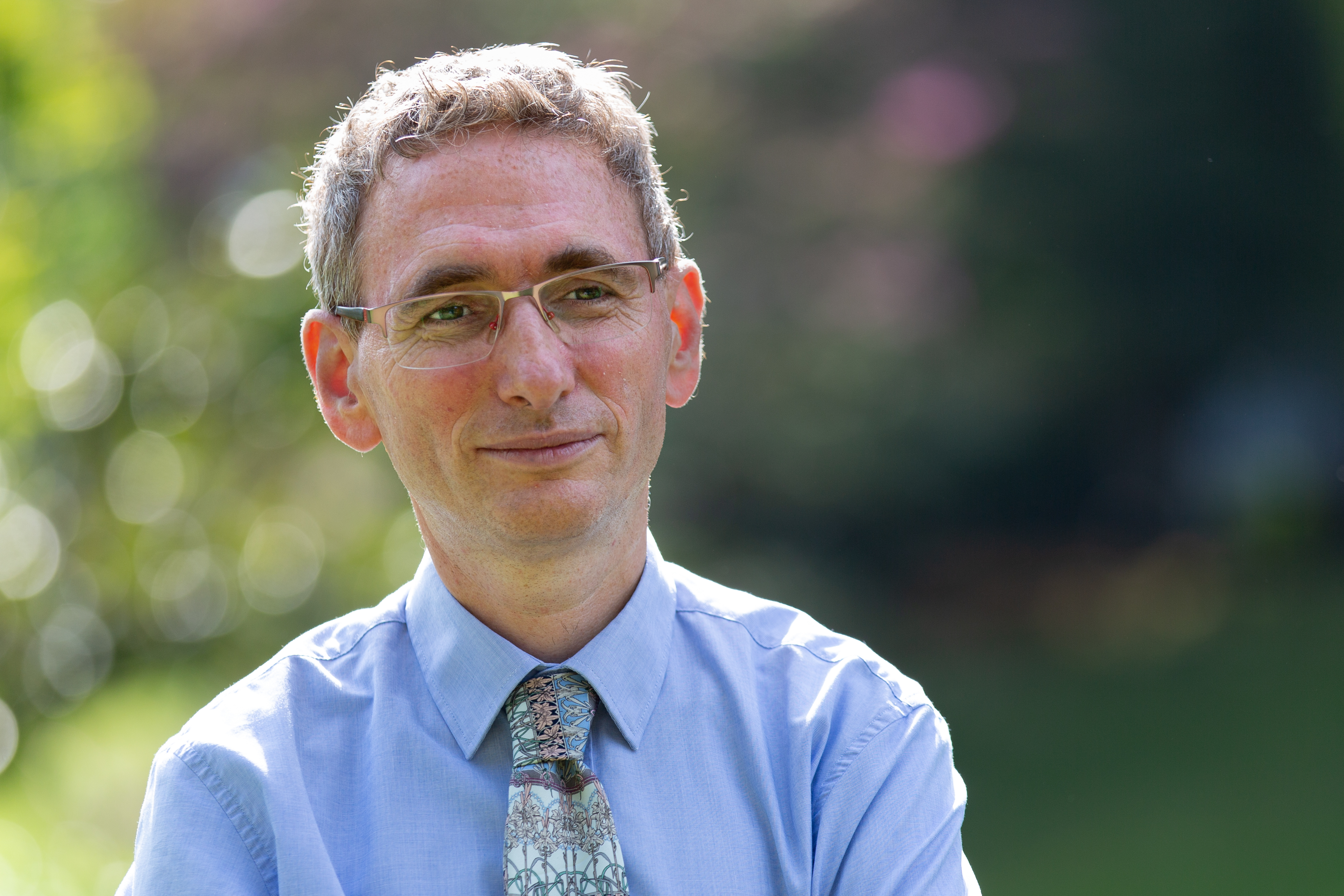
Mathias Bernard.
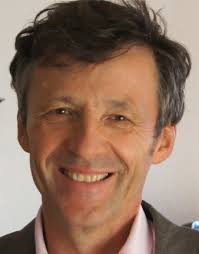
Roland Goigoux.

Plusieurs personnalités sont aussi honorées par des lieux et entités de l'université, notamment :
- Blaise Pascal, entre autres par le laboratoire de mathématiques Blaise-Pascal et les presses universitaires Blaise-Pascal
- Marie-Hélène Lafon, par la bibliothèque universitaire de lettres, langues et sciences humaines
- Arlette Lévy-Andersen, par le centre des langues et du multimédia
- Paul Collomp pour le bâtiment et l'amphithéâtre